# Joanikije Mićović
Joanikije (en serbio: Јоаникије, nombre secular Jovan Mićović, en serbio: Јован Мићовић; Velimlje, Nikšić nacido el 20 de abril de 1959) es un clérigo ortodoxo serbio que ejerce como obispo de Budimlja y Nikšić desde 2002. El obispo Joanikije es el administrador del Metropolitanato de Montenegro y el Litoral desde octubre de 2020

## Biografía

### Primeros años y educación
Nació el 20 de abril de 1959 en el seno de la tribu Banjani, en el pueblo de Velimlje, cerca de la ciudad de Nikšić. Terminó su educación secundaria en el Gimnasio de Nikšić. Se graduó en la Facultad de Teología Ortodoxa de la Universidad de Belgrado en 1990 y terminó sus estudios avanzados en la Facultad de Filosofía de la Universidad de Belgrado. Se ordenó monje en el Monasterio de Ćelija Piperska el 30 de octubre de 1990. Fue ordenado hierodiácono el 7 de febrero de 1991 y hieromonje el 17 de febrero de 1991, asumiendo el papel de jefe de guardia del Monasterio de Savina. El 1 de septiembre de 1991 se convirtió en jefe del Monasterio de Cetiña y en profesor e instructor principal del reformado Seminario de Cetiña. En septiembre de 1995, fue promovido al rango de protosincelo y fue colocado como rector cuidador del Seminario de Cetiña.

### Obispo de Budimlja y Nikšić
Durante su sesión ordinaria de mayo de 1999, el Consejo Episcopal de la Iglesia Ortodoxa Serbia lo eligió como obispo vicario de Budimlja. El 3 de junio de 1999 fue consagrado obispo en Cetiña por el Patriarca Pablo, con el Metropolitano de Montenegro Amfilohije y otros doce obispos en funciones.
Por recomendación del Metropolitano Amfilohije, el Consejo Episcopal, durante su sesión ordinaria de mayo de 2000, tomó secciones del Metropolitanato de Montenegro y del Litoral y rehízo la antigua Eparquía de Zahumlje y Raška, que se derivó de la Eparquía de Budimlja y posteriormente de la Eparquía de Budimlja y Polimlje.
Fue miembro del Santo Sínodo de la Iglesia Ortodoxa Serbia de 2004 a 2006.
En diciembre de 2019, el obispo Joanikije sobrevivió a un intento de asesinato en Belgrado, Serbia, mientras se encontraba en una reunión con el empresario montenegrino-serbio y benefactor de la Iglesia Miodrag Davidović.
El 12 de mayo de 2020, durante la crisis religiosa montenegrina, el obispo Joanikije fue detenido por la policía montenegrina por encabezar una procesión religiosa que conmemoraba el día de San Basilio de Ostrog. El 16 de mayo de 2020, el obispo Joanikije y ocho sacerdotes de la catedral ortodoxa de San Basilio de Ostrog en Nikšić fueron liberados en torno a la medianoche, tras pasar 72 horas detenidos.
El 3 de noviembre de 2020 dio positivo a COVID-19. Su salud había mejorado entretanto, y el 28 de noviembre los resultados de las pruebas realizadas mostraron que era negativo a COVID-19.